# Starogorski rokopis
Starogorski rokopis je eden od rokopisnih spomenikov slovenskega jezika.
Vsebuje iste molitve kot Celovški rokopis: očenaš, apostolska veroizpoved in zdravamarija (iz 12.stoletja). Nastal je verjetno nekje med 1492 in 1498 (v drugi polovici 15. stoletja) na Stari gori nad Čedadom. 
V besedilu prevladujejo gorenjske jezikovne značilnosti ob notranjsko-kraških in redkih beneških prvinah. Pričajo o razširjenosti mednarečnega pisnega jezika s posameznimi pokrajinskimi vplivi. Rokopis hrani občinska knjižnica v Vidmu.

## Prepis
I.
Oratio dominicalis sclauonice
Otzha naſch kher ſy vnebeſſich poſſchwetſcheno
wody twoye yeme, pridi khnam twoye
Bogaſtwo, yſidiſſe twoye wuolle, khokher vnebeſſich
tochu Naſemle. Day nam donneſs ta vſſe-
dannj khruch ynuy nam odpuſti naſche douge
khokhr mi odpuſtimo naſchim dolſchnickham.
Naſs vnapellay, na reſreſchno, Naſs reſche
od ſlega. Amen.
II.
Salutatio Angelica
Zheſchena ſy Maria gnade ſy pollna
goſpod ye ſtabo, ſegnana ſy me
vuſſemj ſchenamy, ſchegnan ye ta ſſadt,
twoyga telleſſa. Yhs Hps Amen.
III.
Symbolum Appoſtollor(um)
Yest veryo na boga vſſega mogotzhiga, otzha
ſtvarnickha nebeſs ynuy ſemle ynuy na
Jheſuſſa chriſtuſſa ſynnu nega ediniga
goſpodj naſchiga, kheter ye podtzhett od ſwetiga
ducha Royen od Marie diwitze, Martran
pod pontio pyllatuſſo. Na khriſch reſpett,
ys khriſcha ſnett, mortiw vgrob polloſchen,
pred pekhell yede, Na trettye dan od
ſmertte vſtall, Na nebw ſtoppl, tu ſydj
Na deſſnitzi ſwoyga otzha nebeſkhiga od
tod yma tudi pritti ynuy ſodittj zhes
ſchywe ynuy zhes me(o)rtwe
Yest veryo na sſwettiga ducha, sſwetto kherſchan-
ſckho Zerckho, gmayno vſſech ſwettikhow
odpuſchane grechow, ſtayenna tega ſchewotta
ynuy ta vi(e)tzhe leben. Amen

(Vir: Toporišič, Jože: Starogorski rokopis, Slovenska zvrstna besedila. Ljubljana 1981, 414-16, faksimile in prepis)